# Вулька-Орея
Ву́лька-Оре́я (бел. Вулька-Арэя) — деревня в Столинском районе Брестской области Беларуси. Входит в состав Видиборского сельсовета. Расположена в 20 км от Столина, в 265 км от Бреста, в 4 км от железнодорожной станции Видибор. Население — 138 человек (2019).

## История
В начале XX века упоминается как фольварк Плотницкой волости Пинского повета Минской губернии. 
С 1921 по 1939 годы в составе Плотницкой гмины Пинского повята Полесского воеводства Польши. С 1939 года в составе БССР. С 12 октября 1940 года деревня в составе Стружского сельсовета Столинского района Пинской области. С 8 января 1954 года в Брестской области.
C июля 1941 года по начало июля 1944 года была оккупирована немецко-фашистскими войсками.
В 1970 году в составе колхоза «Рассвет».

## Население
Население деревни на 2019 год составляло 138 человек.
| 1921 | 1959  | 1970  | 2005  | 2009  | 2019  |
| ---- | ----- | ----- | ----- | ----- | ----- |
| 127  | ▲ 503 | ▼ 396 | ▼ 230 | ▼ 195 | ▼ 138 |